# Bayard Clarke
Bayard Clarke (* 17. März 1815 in New York City; † 20. Juni 1884 in Schroon Lake, New York) war ein US-amerikanischer Jurist und Politiker. Zwischen 1855 und 1857 vertrat er den Bundesstaat New York im US-Repräsentantenhaus.

## Werdegang
Bayard Clarke wurde ungefähr einen Monat nach dem Ende des Britisch-Amerikanischen Krieges in New York City geboren. 1836 graduierte er am Geneva College. Er studierte Jura und erhielt seine Zulassung als Anwalt. Zwischen 1836 und 1840 war er Attaché des Gesandten in Frankreich, Lewis Cass. Er studierte an der Royal Cavalry School. Am 3. März 1841 ernannte man ihn zum Second Lieutenant im achten Infanterieregiment. Er wurde im September 1841 den Zweiten Dragonern zugeteilt, wo er bis zu seinem Rücktritt am 15. Dezember 1843 diente. Danach ließ er sich im Westchester County nieder.
Er kandidierte im Jahr 1852 erfolglos für einen Kongresssitz. In der folgenden Zeit schloss er sich der Opposition Party an. Bei den Kongresswahlen des Jahres 1854 für den 34. Kongress wurde Clarke im neunten Wahlbezirk von New York in das US-Repräsentantenhaus in Washington, D.C. gewählt, wo er am 4. März 1855 die Nachfolge von Jared V. Peck antrat. Er schied nach dem 3. März 1857 aus dem Kongress aus.
Clarke verstarb am 20. Juni 1884 in Schroon Lake und wurde in einer Gruft in Newtown beigesetzt.